# Noah Mills
Noah Mills (Toronto, Ontário, 26 de abril de 1983) é um modelo e ator canadense. Mills iniciou sua carreira em 2003 aos vinte anos de idade, devido a um contrato com a Wilhelmina Models.
Em janeiro de 2004 ele estreou nas passarelas da Gucci e Yves Saint Laurent em Milão e Paris. Ele desfilou para Emporio Armani, Versace, Givenchy, John Galliano, Lacoste, Diesel, Perry Ellis, Dolce & Gabbana e Narciso Rodriguez.

## Filmografia

### Filme
| Ano  | Título                                  | Personagem      | Notas                      |
| ---- | --------------------------------------- | --------------- | -------------------------- |
| 2010 | The Best Man                            | Syd             | Curta-metragem             |
| 2010 | Sex and the City 2                      | Nicky Marentino |                            |
| 2011 | Happy New Year                          | Looch           |                            |
| 2012 | Candyland                               | Jack Smith      | Curta-metragem             |
| 2012 | We Are Never Ever Getting Back Together |                 | Videoclipe de Taylor Swift |
| 2013 | Wracked                                 | Sean            | Curta-metragem             |
| 2014 | Me                                      | Mills           |                            |
| 2015 | A Fisher of Men                         | FisherMan       | Curta-metragem             |

### Televisão
| Ano       | Título        | Personagem  | Notas         |
| --------- | ------------- | ----------- | ------------- |
| 2011–2012 | 2 Broke Girls | Robbie      | 3 episódios   |
| 2021-2024 | NCIS: Hawaiʻi | Jesse Boone | Papel Regular |